# 오스람코리아배 신예연승최강전
오스람코리아배 신예연승최강전은 오스람코리아가 후원하여 바둑TV가 주최했던 대한민국의 바둑 기전이다. 만 25세 이하, 5단 이하, 입단 10년 이하의 신예 기사들이 참가하는 제한기전으로, 1기 대회는 바둑TV배란 이름으로 개최되어 2기 대회는 오스람코리아배로 개최하였다. 

## 역대 우승자
| 회수 | 연도 | 우승   | 전적  | 준우승 |
| ---- | ---- | ------ | ----- | ------ |
| 1    | 2001 | 이세돌 | 2 - 0 | 박영훈 |
| 2    | 2002 | 송태곤 | 2 - 0 | 김주호 |
| 3    | 2003 | 송태곤 | 2 - 0 | 박영훈 |
| 4    | 2004 | 이희성 | 2 - 0 | 고근태 |
| 5    | 2005 | 강동윤 | 2 - 1 | 이영구 |
| 6    | 2006 | 박정상 | 2 - 0 | 윤준상 |
| 7    | 2007 | 강동윤 | 2 - 0 | 백홍석 |
| 8    | 2008 | 김승재 | 2 - 0 | 이원도 |